# Feleki
A Feleki régi magyar családnév, amely a származási helyre utalhat: Felek (Románia, korábban Szeben vármegye, Erdőfelek (Románia, korábban Kolozs vármegye), Magyarfelek (Románia, korábban Udvarhely vármegye).

## Híres Feleki nevű személyek
Feleki
- Feleki Mór (1834–1885) orvos
- Feleki Kamill (1908–1993) színművész, táncos, koreográfus
- Feleki Sári (1920–1995) színésznő
- Feleki Béla (1862–1923) ügyvéd

Feleky
- Feleky Sándor (1865–1940) orvos, író
- Feleky Géza (1890–1936) újságíró, író, publicista
- Feleky Hugó (1861–1932) orvos